# Golden Toast
Unter der Marke Golden Toast wird eine Vielzahl von Brot- und Backwaren vertrieben. Inhaber der Marke ist die Arbeitsgemeinschaft Golden Toast.

## Geschichte
Auf dem deutschen Markt wurde die Marke 1963 eingeführt, um den Verzehr von Toastbrot, eine zum damaligen Zeitpunkt unbekannte Backware, zu steigern. Hierzu gründeten neun mittelständische Bäckereien die Arbeitsgemeinschaft zur Förderung des Toastbrotverzehrs. Als erstes Produkt wurde Weizentoast nach amerikanischem Vorbild auf den Markt gebracht. Mittlerweile werden verschiedene Toast- und Sandwichesvariationen (Weizen-, Vollkorntoast) sowie Aufbackwaren angeboten.
Die Markenregistrierung erfolgte im August 1970 beim Deutschen Patent- und Markenamt. Im Mai 2010 wurde die Wortmarke Golden Toast vom Europäischen Gerichtshof als Gemeinschaftsmarke abgewiesen. Heute hat die Lieken GmbH, die seit 2013 zur tschechischen Agrofert-Gruppe gehört, die Nutzungs- und Vertriebsrechte.
Laut der Auswertung der Information Resources GmbH aus April 2017 war Golden Toast mit einem Marktanteil von 23 Prozent Marktführer in der Kategorie Toastbrot (Toastbrot, Sandwich, Toastbrötchen). Im Jahr 2016 betrug die gestützte Markenbekanntheit 99 Prozent.

## Trivia
Im Juni 2024 startete Lieken für Golden Toast eine neue Werbekampagne unter dem Motto: „Golden Toast schmeckt allen gut“. Hierfür arbeitete man mit dem deutschen Musiker Alexander Marcus zusammen, der hierfür seinen Hawaii Toast Song zum Golden Toast Song umtextete.